# Uncharted 3: L'inganno di Drake
Uncharted 3: L'inganno di Drake (Uncharted 3: Drake's Deception) è un videogioco d'avventura dinamica del 2011, sviluppato da Naughty Dog e pubblicato da Sony Interactive Entertainment in esclusiva per PlayStation 3. Si tratta del terzo capitolo della celebre saga di videogiochi Uncharted.
Il gioco è stato pubblicato il 1º novembre 2011 in Nord America e il giorno successivo in Europa, eccetto per la Francia, dove il titolo è uscito in anteprima mondiale il 28 ottobre 2011.
Ha vinto i premi per la migliore grafica e per il miglior gioco PlayStation 3 agli Spike Video Game Awards del 2011 ed è arrivato al primo posto nella classifica IGN dei 25 migliori giochi per PlayStation 3, risultando, inoltre, tra i videogiochi più premiati del 2011. La critica ha lodato particolarmente il comparto tecnico e il multiplayer, definendo il titolo un capolavoro, nonché una pietra miliare dei videogiochi moderni.

## Trama
In un pub di Londra, Nathan Drake e il suo mentore Victor Sullivan hanno intenzione di vendere l'anello di Sir Francis Drake a un uomo di nome Talbot. Tuttavia, l'affare va a monte poiché i due scoprono che il denaro è falso e Talbot, per tutta risposta, sguinzaglia i suoi uomini. Scappando, vengono fermati da Charlie Cutter, un buttafuori al servizio della perfida Katherine Marlowe, che sottrae l'anello a Drake, per poi ucciderlo insieme a Sully, accingendosi a fuggire insieme a Talbot.
In un flashback, vent'anni prima, a Cartagena, in Colombia, un giovane Nathan è impegnato nel furto in un museo dell'anello di Sir Francis e di un particolare astrolabio, invenzione del medesimo, dall'uso sconosciuto. Nate riesce a rubare l'anello ma è costretto a cedere l'astrolabio a Katherine Marlowe, che è accompagnata da un uomo, rivelatosi essere Victor Sullivan. 
Nathan cerca di scappare e viene aiutato nella fuga da Sully. Rimasto colpito dalle abilità di ladro di Nathan, l'uomo prende sotto la sua ala il giovane ragazzo, cominciando cosi la loro alleanza per il recupero dell'astrolabio.
Ritornando al presente, l'omicidio di Nate e Sully si rivela essere un bluff di Cutter, in realtà un loro alleato. I tre si incontrano con la collega Chloe Frazer, che li informa della destinazione di Marlowe. Inseguendo la donna per i sotterranei di Londra, il gruppo giunge al covo di un misterioso ordine segreto votato alla ricerca dell'anello di Drake, che affonda le sue radici nella Londra di 400 anni prima, guidato proprio dagli antenati di Marlowe. Nate recupera l'astrolabio, in realtà un decodificatore di caratteri sabei in latino, che viene attivato dall'inserimento dell'anello nello stesso; Nate ne deduce che Sir Francis avesse scoperto la posizione della mitica città di Iram dei Pilastri, e, soprattutto, di come l'archeologo T.E. Lawrence avesse una parte degli indizi per arrivare ad essa. I tre fuggono dal covo e decidono di dividersi, seguendo le due diverse piste trovate da Lawrence: Nate e Sully si dirigono in un castello in Francia, Chloe e Charlie vanno in una cittadella in Siria. I primi trovano la metà di un amuleto all'interno di una cripta ma vengono attaccati da Talbot, che ruba il manufatto e dà fuoco al castello. Nate e Sully fuggono per dirigersi in Siria, dove temono che Chloe e Cutter siano stati vittime di un simile agguato.
Si incontrano con il resto del gruppo, che ha scoperto che Marlowe cerca di ottenere il particolare potere di sfruttare le paure dei propri nemici. Trovata l'altra metà dell'amuleto, essa rivela che la posizione del prossimo indizio si trova a Sana'a, in Yemen. Tuttavia, Cutter viene accerchiato e, oltre a perdere il pezzo di amuleto, si rompe una gamba cercando di fuggire. Il gruppo riesce a scappare, ma Chloe e Cutter si ritirano, mentre Nate e Sully iniziano il viaggio verso lo Yemen.
Per arrivare a destinazione senza subire controlli, il duo chiede aiuto a Elena Fisher, che fornisce loro dei pass da giornalisti. Elena sospetta che il loro arrivo nello Yemen non sia solo parte di una semplice ricerca storica ma di un'ennesima caccia a qualche tesoro misterioso senza aver tenuto conto dei propri rischi e, soprattutto, di quelli di Sully. Inoltre, Nate ed Elena hanno questioni sentimentali irrisolte: la ragazza porta ancora un anello al dito, evidentemente regalatole da lui, ma si giustifica fornendo l'utilità di essere considerata una donna sposata in un paese arabico. Elena aiuta il duo ad orientarsi nel paese ed insieme localizzano un percorso sotterraneo, dove scoprono una mappa raffigurante delle costellazioni, e memorizzata da Sully, grazie alla quale potranno trovare la città perduta di Ubar nel deserto del Rub' al-Khali. Lì era diretto anche Francis Drake ma, per qualche causa misteriosa, abbandonò la stessa missione. Usciti dai sotterranei, Nate viene colpito da un dardo contenente allucinogeni.
Nate si sveglia braccato da Marlowe, Talbot e un pirata di nome Ramses. Marlowe spiega a Nate il perché hanno bisogno di lui e delle sue capacità da cacciatore di tesori, e anche di Sullivan dal momento che conosce l'ubicazione di Ubar. Ma quando Talbot avvisa Marlowe di aver individuato Sully ed è sul punto di catturarlo, Nate riesce a scappare ed inseguire Talbot per tutta la città. Nate però viene stordito alle spalle da Ramses, che lo porta sulla sua nave. Nate riesce ad abbattere gli scagnozzi del pirata e si assicura che Sully non sia sulla nave. Ferito a morte, Ramses provoca un buco allo scafo della nave facendola affondare. Nate scappa dalla nave rovesciata e si affida alle onde, che lo portano indietro sulla riva.
Riunitosi con Elena, quest'ultima lo informa che Sully è stato catturato dagli uomini di Marlowe e portato su un convoglio nel deserto del Rub 'al-Khali, e possono salvarlo solo approfittando di un aereo cargo che sta trasportando provviste nel deserto. I due si infiltrano nella base aerea; lì, Nate chiede ad Elena di non continuare con lui per timore che sia un'impresa troppo pericolosa per lei, e la ragazza, abbattuta e contrariata, si allontana con una jeep. Tuttavia, sarà proprio il ritorno della ragazza che, con il veicolo, permetterà a Nate di salire in tempo sull'aereo già in corsa. Purtroppo Nathan viene scoperto dagli uomini di Marlowe, a cui segue uno scontro a fuoco con un conseguente grave danno all'aereo, facendolo precipitare: fortunatamente Nate riesce a salvarsi. Dopo aver vagato nel deserto per un paio di giorni, soffrendo di esaurimento da calore, sete e gravi allucinazioni, Nate arriva in una città fantasma, dove viene assalito dagli uomini di Marlowe, ma appare una truppa di beduini che lo salva scappando con i cavalli.
All'accampamento dei nomadi, Salim, il capo dei beduini, racconta a Nate che la città di Ubar era stata condannata migliaia di anni fa dal re Salomone quando questi imprigionò i malefici Djinn (demoni nati da fuoco purissimo) all'interno di un vaso in ottone, che gettò poi nel cuore della città. Egli accetta di aiutare Nate fermando gli inglesi e lo conduce al convoglio avvistato dai suoi compagni. Nate e Salim distruggono il convoglio e traggono in salvo Sully; una tempesta di sabbia però fa disperdere il gruppo, lasciando Sully e Nate insieme, dove si rendono conto di essere alle porte di Ubar.
Entrando a Ubar, Nate e Sully trovano una fontana d'acqua. Mentre Nate beve un sorso, Sully viene improvvisamente colpito e ucciso da Talbot. Sopraffatto dalla rabbia, Nate inizia ad inseguirlo e a combattere alcuni uomini di Marlowe, che sembrano essere stati posseduti dai Djinn, sputando fiamme e muovendosi a velocità elevata. Poco dopo averli uccisi, Nate trova Sully miracolosamente vivo. Il vero mistero di ciò che è accaduto al popolo di Ubar migliaia di anni prima diventa evidente: Nate aveva bevuto acqua contaminata in grado di provocare forti e reali allucinazioni. La contaminazione avvenne quando re Salomone buttò il vaso in ottone nelle profondità della città, dove si trova anche l'acquedotto. Il manufatto, a contatto con l'acqua, cominciò a contaminarla con un potente agente allucinogeno, portando così alla fine della civiltà all'interno di Ubar. Nathan, inoltre, intuisce che Francis Drake aveva trovato la città e fatto la loro stessa scoperta, ma, avendo compreso la sua pericolosità, se ne andò raccontando alla regina Elisabetta di non aver trovato nulla. Nate e Sully cercano e individuano Marlowe, che sta per recuperare il vaso di ottone dall'acqua, ma il duo provoca un'esplosione che innesca l'intero crollo della città. I due tentano la fuga, ma correndo incontrano Talbot e Marlowe; in quel momento il pavimento crolla e tutti, tranne Sully, cadono all'interno delle sabbie mobili. Nate e Talbot riescono ad uscire dalle sabbie mortali ma Marlowe no. Nate cerca di salvarla ma fallisce: Marlowe sprofonda nella sabbia con l'anello di Drake con sé. Il duo continua la fuga dalla città quando Nate viene attaccato da Talbot che cerca di ucciderlo, ma viene sconfitto anche grazie all'aiuto di Sully. Nate e Sully raggiungono l'entrata di Ubar e Salim corre in loro aiuto portandoli in salvo su dei cavalli, mentre la città viene inghiottita dal deserto.
Nate e Sully sono di ritorno verso l'aeroporto in Yemen, dove Sully espone al ragazzo un discorso serio, spiegandogli che viveva una vita molto solitaria e triste, migliorata solo dopo l'incontro con lo stesso Nate. Gli restituisce anche un particolare anello di Nate che teneva da molto tempo, raccomandandogli di fare le scelte giuste nella sua vita, e indicando Elena che, nel frattempo, li stava raggiungendo. Lei dice che forse lascerà lo Yemen e aggiunge che le dispiace molto per l'anello di Drake; Nate, come risposta, ribadisce che non è stata una grande perdita poiché lo ha scambiato con qualcosa di migliore, e ne approfitta per mostrarle l'anello che ha di nuovo indosso. I due, ormai riappacificati, si abbracciano e raggiungono Sully, che riserva loro una sorpresa: non viaggeranno in un normale aereo, bensì nel vecchio aeroplano simile a quello che Nate ed Elena avevano distrutto quattro anni prima alla ricerca di El Dorado, in memoria dei vecchi tempi.

## Personaggi

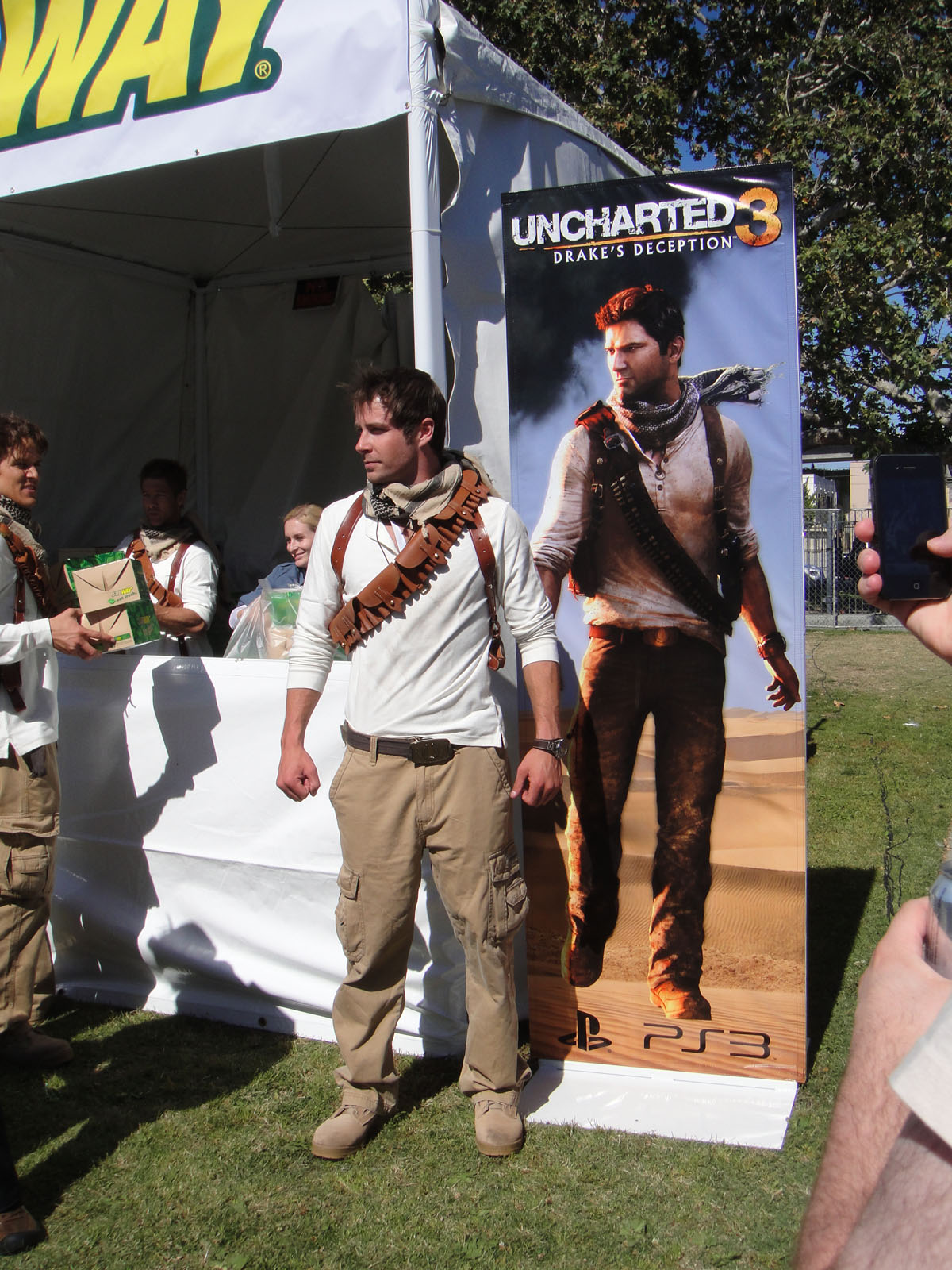

- Nathan Drake: Il cacciatore di tesori protagonista della serie. In questo capitolo vengono approfondite le sue origini e, in particolare il suo rapporto con Sullivan. La voce italiana è di Matteo Zanotti.
- Victor Sullivan: Un truffatore e cacciatore di tesori esperto, nonché grande amico di Nathan, e suo mentore. Il loro primo incontro avviene a Cartagena molti anni prima, dove Sully aveva notato il talento e la dedizione di Nathan e aveva deciso di prenderlo sotto la sua tutela. La voce italiana è di Giovanni Battezzato.
- Elena Fisher: Reporter presente anche nei precedenti capitoli, Nathan e Victor si ricongiungono con lei quando giungono nello Yemen, e qui collabora con loro nella ricerca della città di Ubar. Essendo temprata dalle sue precedenti avventure con Nathan, è abile con le armi da fuoco ed è molto determinata. Aiuta Nathan anche a liberare Victor quando viene catturato da Marlowe. Nonostante non si tiri indietro nei momenti più difficili, è comunque meno amante dell'avventura rispetto a Nate e Sully: infatti, tenta di dissuaderli nel proseguire la loro ricerca. La voce italiana è di Loretta Di Pisa.
- Chloe Frazer: Cacciatrice di tesori determinata ed esperta. Era presente in Uncharted 2, dove accompagnava Nathan fino alla fine dell'avventura, mentre in Uncharted 3 accompagna Cutter in Siria per recuperare una metà del medaglione. La voce italiana è di Aglaia Zannetti.
- Charlie Cutter: Cacciatore di tesori esperto e di corporatura robusta. Appare per la prima volta in questo capitolo, dove lo si vede nei panni di uno scagnozzo di Marlowe. Si scopre che è una finzione e che era una vecchia conoscenza e alleato di Nate e Sully. Durante il gioco si scopre che soffre di claustrofobia. Dopo essersi rotto una gamba fuggendo da Marlowe, si ritirerà insieme a Chloe. La voce italiana è di Claudio Moneta.
- Salim: Un nomade che salva Nate nel deserto e nella città di Ubar mentre stava per crollare. Lo aiuta anche a liberare Sully, tenuto prigioniero dagli scagnozzi di Talbot. Non nutre molta simpatia per gli stranieri, ma decide di aiutare Nate quando scopre le intenzioni degli uomini di Marlowe. La voce italiana è di Claudio Colombo.
- Katherine Marlowe: Antagonista principale del gioco, Marlowe è una donna crudele e priva di scrupoli. Desidera impossessarsi in qualunque modo del vaso contenente i Djiin (demoni nati da fuoco purissimo) per ricattare la gente con la paura. Vecchia conoscenza di Sully, nel flashback la si vede nei panni di una cliente di quest'ultimo, decisa a impossessarsi dell'anello di Francis Drake che, invece, viene rubato dal museo da Nate, quando era ancora un ragazzo. Muore nell'ultimo capitolo del gioco, sprofondando nelle sabbie mobili insieme all'anello di Drake. Si presuppone che in passato abbia avuto una relazione con Sullivan. La voce italiana è di Adele Pellegatta.
- Talbot: Braccio destro di Marlowe ed antagonista secondario del gioco. Talbot è un uomo crudele, ma molto metodico. Nonostante la esile corporatura, si dimostra molto agile, atletico e con una particolare abilità nel combattimento corpo a corpo. Alla fine del gioco, quando Marlowe affonda nelle sabbie mobili, si scopre che le era molto affezionato, tanto da desiderare vendetta cercando di uccidere Nate (il quale non era riuscito a salvarla). Viene ucciso da Nate, che gli spara, facendolo cadere nel vuoto. La voce italiana è di Federico Danti.
- Rameses: Un moderno pirata al servizio di Marlowe e Talbot, che rapisce Nate promettendogli, però, la libertà in cambio sull'ubicazione di Iram dei Pilastri. Ricevuto il rifiuto di quest'ultimo, finge di aver catturato anche Sully e di poterlo "convincere" a dire ciò che vuole sapere. Dopo essere stato ferito da Nate, si suiciderà inondando la nave cercando di ucciderlo. La voce italiana è di Luca Sandri.

## Sviluppo
Il gioco è stato annunciato ufficialmente da Sony il 9 dicembre 2010, due giorni prima dei VGA 2010, con la presentazione di un piccolo video che annunciava che il gioco era presente nella fiera dei Video Games Awards 2010.
Dopo l'annuncio ufficiale, la direttrice creativa, Amy Hennig, ha spiegato che il deserto era un desiderio del team e per la precisazione di riprodurre al meglio la sabbia in via "digitale" e di creare nuovi effetti dinamici per fuoco, fumo e acqua. La nuova funzionalità di Uncharted 3 include la capacità di combattere più nemici alla volta. Il multiplayer e le caratteristiche co-op sono notevolmente ampliate e il gioco, per la prima volta, ha il supporto al 3D.
L'11 dicembre 2010, in occasione dei VGA 2010, è stato pubblicato un nuovo trailer in real time. Nel corso dell'E3 2011, Sony e Naughty Dog hanno presentato una demo single-player del gioco.
La Beta pubblica è partita ufficialmente il 28 giugno 2011. Lo sviluppo del gioco è stato concluso alla fine di settembre.

## Grafica
Un'intervista a Justin Richmond, riassume i punti fondamentali sui quali si concentrano gli sviluppatori: il massimo utilizzo della potenza di PS3 con una maggior ottimizzazione delle risorse rispetto al precedente capitolo, e una migliore gestione delle luci.
Il gioco ha una risoluzione nativa di 1280x720 pixel, che viene eseguita automaticamente su schermo ad alta definizione. Tuttavia, disabilitando manualmente i 720p, il gioco verrà eseguito alla risoluzione superiore di 1920x1080 pixel, diversamente dei precedenti due capitoli. Inoltre, sempre al contrario dei capitoli precedenti, Uncharted 3 non utilizza il MSAA 2x, che è stato sostituito da una tecnica di antialiasing particolare che sfrutta lo edge detection, ottenendo effetti analoghi allo MLAA. Questa tecnica di post-processing offre, infatti, risultati eccellenti pur senza sacrificare troppe risorse della console.

## Modalità di gioco
Il gameplay rimane sostanzialmente invariato rispetto al prequel. Il gioco è un mix fra action, platform e sparatutto. Per sbarazzarsi dei nemici, Nathan potrà sparare, con il supporto di un buon arsenale di armi, oppure avvicinarsi e iniziare a prenderli a pugni, con la possibilità, nel caso si sfrutti questa seconda opportunità, di realizzare varie combo di colpi e, nel caso di attacchi multipli da parte degli avversari, di utilizzare contromosse. Novità introdotta in questo capitolo è la possibilità, nel caso venga lanciata una granata nelle vicinanze di Drake, di rispedirla al mittente, colpendolo.
La parte platform, presente soprattutto nelle prime parti della campagna, si caratterizza per il fatto che Nathan dovrà saltare, arrampicarsi e muoversi appeso ai cornicioni degli enormi palazzi e costruzioni che visiterà. In una parte del gioco sarà possibile anche cavalcare un cavallo. Ritorna la parte enigmistica: piccoli tranelli e quiz attenderanno la risoluzione del giocatore, anche attraverso le pagine e i numerosi indizi racchiusi nel diario di Drake. Se il giocatore tituba o impiega troppo tempo a risolverli, il gioco prima fornirà un aiuto, poi darà la risoluzione stessa dell'enigma. Sparsi nei livelli ci saranno svariati tesori, che contribuiranno al totale completamento della campagna, oltre che a ottenere determinati bonus. Il multiplayer si incentra soprattutto sulla componente sparatutto.

### Multiplayer
La modalità multiplayer è stata pubblicata il giorno 1º ottobre 2011 solo negli Stati Uniti in esclusiva per la catena di ristoranti Subway, che ha distribuito codici per il multiplayer competitivo.
Il 5 ottobre 2011 Sony Computer Entertainment Europe ha reso disponibile questa stessa modalità per tutti gli abbonati europei a PlayStation Plus.
Sony ha disattivato i server di gioco beta il giorno prima dell'uscita ai negozi negli Stati Uniti, il 1º novembre 2011.
Il 28 ottobre 2011 Sony ha attivato i server per il gioco online finale.
Il multiplayer aggiunge la connessione LAN tra due console connesse tra di loro (con cavo Ethernet), che permette di giocare uno contro uno senza ricorrere allo schermo condiviso, comunque presente sia per la cooperativa offline che online (quest'ultimo anche per le modalità competitive).
Il multiplayer presenta varie cose nuove tra cui i tesori online, il compagno-partner, le riscosse, la personalizzazione dei personaggi, ecc., i tesori servono per sbloccare armi o vestiti, mentre col compagno si possono fare diverse cose tra cui rigenerarsi presso di lui, in caso non ci sia qualcuno vicino o una granata, raccogliersi il tesoro a vicenda (se il tesoro è tuo è giallo, se è del tuo compagno verde), e in caso di uccisione assistita (cioè il nemico viene ucciso con dei colpi di entrambi i compagni) c'è l'occasione di darsi il cinque premendo la freccia giù, così si guadagna una medaglia per la riscossa.
È possibile inviare spezzoni di match direttamente da Uncharted 3 a YouTube (se si possiede un canale), inoltre è possibile giocare con persone che hanno Uncharted 3 ma che non si hanno nel proprio elenco amici del PSN se li si ha come amici su Facebook.
Il 3/4 Settembre 2019, i server del multigiocatore sono stati spenti definitivamente, in modo tale che i creatori del gioco possano concentrarsi su progetti futuri. In questo modo, da allora, è stato impossibile usufruire del multigiocatore

### Modalità competitive
Le modalità competitive finora presenti nel gioco sono le seguenti: Deathmatch a squadre (5 vs 5), Deathmatch a tre squadre (2 vs 2 vs 2), Saccheggio (l'obiettivo è raccogliere un tesoro e portarlo alla base), Estremo (un deathmatch 5 vs 5, con più vita e senza potenziamenti armi, potenziamenti normali, potenziamenti a pagamento e riscosse), Obiettivo di squadre (un mix di varie modalità, tra cui reazione a catena, re della collina, guerra di territorio, presenti in Uncharted 2 ma come singole modalità e braccati multipli), e tutti contro tutti (8 giocatori si sfidano tra di loro, non ci sono squadre). Se si effettua queste modalità in partita privata, non si riceveranno soldi in game.

### Modalità cooperative
Avventura Cooperativa (una storia a parte del gioco, divisa in 5 capitoli, le mappe giocabili sono il Borneo di Uncharted 2 di notte, in cui si useranno Drake, Chloe e Sully, la Metropolitana di Londra, in cui si useranno Drake, Sully e Cutter, il Monastero di Uncharted: Drake's Fortune, in cui si useranno Sully, Chloe e Elena, Siria, in cui si useranno Drake, Sully e Elena e Aeroporto, in cui si useranno Drake, Sully e Cutter, esse hanno un ordine cronologico, quindi hanno una storia unita, un'ulteriore mappa cooperativa è stata aggiunta come DLC: il Forte di Uncharted: Drake's Fortune, essa è chiamata preludio, in questo capitolo si vivrà ciò che successe prima del Borneo, si useranno Zoran Lazarevic, Harry Flynn e Eddy Raja), le 6 mappe dell'avventura cooperativa sono diverse da quelle competitive, assomigliano molto alle mappe della Storia. Arena Cooperativa (10 round in cui compariranno tre modalità a rotazione non stabilita: Sotto Assedio, Sopravvivenza e Corsa all'oro, si potrà giocare in tutte le mappe competitive eccetto Metropolitana di Londra, Città di Ottone, Tempio, Grotta e Deragliamento) e Arena cacciatore cooperativa.
Le prime due modalità sono giocabili in 2/3 giocatori, l'ultima è un mix tra competitiva e cooperativa, i giocatori sono 4, ma si è divisi in due squadre, se questa modalità si fa in partita privata, non si verrà premiati con dei soldi in game, le restanti due invece, anche se effettuate in partita privata, porteranno a un aumento di cash del gioco. Un'ultima modalità cooperativa è stata aggiunta come DLC, Arena sopravvivenza spettri cooperativa (i nemici saranno di fuoco).

### Mappe
Le mappe presenti all'uscita del gioco erano Yemen, Pista Aerea, Chateau, Metropolitana di Londra, Città d'Ottone, Villaggio nel Deserto, Siria, Complesso, Grattacielo, Museo e Rovine Incendiate (le ultime quattro mappe erano presenti anche in Uncharted 2, hanno condizioni climatiche diverse). Con il DLC Flashback Map Pack 1, le mappe introdotte sono state quattro: Santuario, Città Perduta, Grotta e Forte, anch'esse presenti in Uncharted 2, ma adesso con condizioni climatiche diverse. Con il DLC Flashback Map Pack 2 sono state introdotte altre quattro mappe: Deragliamento, Tempio, Piazza, Villaggio, come l'altro pack, erano presenti in Uncharted 2, ma ora con condizioni climatiche diverse. Un ultimo DLC di mappe è uscito l'11 aprile 2012, si chiama Drake's Deception Map Pack, le mappe di questo DLC sono quattro: Cimitero, Oasi, Vecchio Quartiere e Strade di Londra (le mappe Cimitero e Vecchio Quartiere sono le prime mappe nella storia di Uncharted ad avere acqua in cui si può nuotare in multiplayer). Nelle mappe Pista Aerea e Metropolitana di Londra, che avevano una prima parte (circa 3 minuti), in cui la mappa era in movimento, a causa dei numerosi problemi di lag è stata tolta loro questa sequenza. Nel gioco completo inoltre sono stati tolti alcuni filmati posti all'inizio e alla fine delle mappe, presenti invece nella Beta Multigiocatore di Giugno/Luglio 2011.

### Armi
I giocatori all'inizio della partita partono con un'arma a canna lunga, una pistola e una granata. Quelle presenti sono, come nei precedenti episodi, imitazioni di armi vere.

### Potenziamenti e riscosse
Nel multigiocatore sono presenti vari potenziamenti, ogni giocatore a inizio partita può scegliere due potenziamenti, uno del primo slot e uno del secondo, ogni potenziamento ha tre livelli, può essere quindi migliorato, eccetto i potenziamenti in verde, che sono quelli che si basano sul compagno di squadre e le medaglie d'onore. Sono presenti anche delle riscosse che si ottengono guadagnando delle medaglie, se ne può scegliere una. Sia i potenziamenti, sia le riscosse vanno comprate una volta sola, quindi pagate una volta le si potranno usare tutte le volte che si vuole, eccetto se si effettua il retaggio.
A inizio partita si può scegliere se comprare anche un potenziamento a pagamento, essi diversamente dagli altri, vanno acquistati partita per partita.
Nella cooperativa sono presenti costi a pagamento sessuale

### Uncharted TV
È una sorta di TV posta in basso a destra della schermata home, anche chiamata Lobby del gioco, che può essere ingrandita premendo R1 dal controller. Questa TV racchiude i video scelti da Naughty Dog pubblicati da player su YouTube. I video possono variare di tipologia, ma sempre di Uncharted trattano, ovviamente; vanno da gameplay della storia, a compilation delle migliori kill eseguite in multiplayer, a parodie della storia, ad aggiornamenti riguardo pach ed altre info inerenti al gioco. I video in TV sono aggiornati ogni settimana, è solito ritrovare video degli stessi YouTuber per più settimana consecutive.

## Edizioni limitate

### Explorer Edition
Questi sono i contenuti per la Explorer Edition di Uncharted 3':
- Un bauletto in legno con inclusa una mappa dell'Arabia
- Una copia di Uncharted 3: L'inganno di Drake - Special Edition
- Una replica dell'anello di Drake
- Una statuetta in scala di Nathan Drake
- Una replica della fibbia della cintura di Drake
- Voucher per scaricare contenuti esclusivi

### Special Edition
- Confezione artistica, raffigurante il diario di Drake[28][29]
- Voucher per scaricare contenuti esclusivi

### Game of the Year Edition
È stata proposta un'edizione Game of the Year per il gioco che tuttavia non è stata avallata dalla critica soprattutto per via delle poche innovazioni del gioco rispetto ai capitoli precedenti, necessarie per inoltrare una eventuale edizione dell'anno, e per la struttura di gioco che è rimasta praticamente invariata a quella dei prequel.

## Accoglienza
La rivista Play Generation diede al gioco un punteggio di 98/100, apprezzando la grafica, il design, la storia, la sceneggiatura, il ritmo e la spettacolarità mentre come contro l'inizio meno esplosivo di quello di Uncharted 2 e la varietà dei nemici migliorabile, finendo per trovarlo il miglior titolo d'avventura per PS3 nonché tecnicamente il più avanzato disponibile sulla console, reputandolo da giocare a tutti i costi.

### Riconoscimenti
Il gioco ha ricevuto diversi riconoscimenti dagli Spike Video Game Awards (Best PS3 Game, Best Graphics), dai DICE Awards (Outstanding Achievement in Animation, Outstanding Achievement in Art Direction, Outstanding Achievement in Visual Engineering), dai Game Developers Choice Awards (Best Visual Arts), dalla Writers Guild of America (VideoGame Writing), dagli Edge Awards (Best Visual Design), da PlayStation Magazine (Game of the Year), da Metacritic (Best PS3 Exclusive), da Everyeye.it (Direzione artistica, Miglior Esclusiva Playstation 3) e da IGN (Best PS3 Game).

### Vendite
Nelle prime settimane dal lancio il gioco ha totalizzato delle vendite pari a 1.21 milioni di copie vendute, superando le vendite del predecessore e totalizzando insieme una vendita superiore a 10 milioni (Uncharted: 4,13 milioni; Uncharted 2: 5,46 milioni; Uncharted 3: 2,56 milioni).
A fine settembre 2012 la serie supera, come vendite, i 12,50 milioni di copie, rispettivamente con 3,43 milioni a Uncharted 3; Uncharted 2 con 4,65 milioni e Uncharted con 3,24 milioni.

## Sequel
Il 10 maggio 2016 è uscito il quarto ed ultimo capitolo delle avventure di Nathan Drake, Uncharted 4: Fine di un ladro.